# Oreocome stelliphora
Oreocome stelliphora är en flockblommig växtart som beskrevs av Cauwet och Farille. Oreocome stelliphora ingår i släktet Oreocome och familjen flockblommiga växter. Inga underarter finns listade i Catalogue of Life.